# Viktor Torshin
Viktor Torshin, né le 21 mars 1948 à Berlin et mort en novembre 1993, est un tireur sportif soviétique.

## Palmarès

### Jeux olympiques d'été
- Jeux olympiques d'été de 1972 de Munich
  -  Médaille de bronze en pistolet rapide 25m[1]